# Bernard Hours (homme d'affaires)
Pour les articles homonymes, voir Bernard Hours (homonymie).
Bernard Hours né le 5 mai 1956 à Strasbourg, est un homme d’affaires et grand dirigeant français. Il a notamment été directeur général délégué de Danone,  membre du Conseil d’administration de la société et  membre de son Comité exécutif. 

## Biographie

### Formation
Bernard Hours est diplômé de l’école des Hautes Études Commerciales (HEC) en 1978.

### Parcours professionnel
Bernard Hours commence sa carrière chez Unilever en 1979 comme chef de produit et responsable de marque. Il devient progressivement un expert du secteur agroalimentaire.
En 1985, il rejoint le groupe Danone au marketing chez Kronenbourg. Entre 1989 et 2001, il devient successivement directeur des ventes d’Évian puis Directeur marketing de Danone France avant d’exercer la fonction de président de Danone Hongrie (1994) puis de Danone Allemagne (1996), et enfin président de LU en France (1998).
En novembre 2001, Bernard Hours est nommé vice-président de la branche Produits laitiers frais : il en devient le président en mars 2002. Il parvient à doubler les ventes de yaourts, à améliorer le rendement des produits Danone dans plus de 50 pays, et à faire de la marque Activia un succès commercial au niveau mondial. En novembre 2006, il prend aussi en charge la R&D Danone.
À partir du 1er janvier 2008, il  occupe le poste de directeur général délégué de Danone, responsable des quatre métiers opérationnels du groupe : Produits laitiers frais, Eaux, Nutrition infantile et Nutrition médicale, ainsi que de la R&D (Recherche et Développement). Six mois après sa nomination, les deux piliers du développement du yaourtier, le positionnement haut de gamme et sur le secteur santé, connaissent des revers, les consommateurs préférant s'orienter vers des produits de marque distributeur, meilleur marché. Bernard Hours contribue avec Frank Riboud à la relance des ventes en 2019, grâce à une politique commerciale marquée par un recentrage sur des produits moins chers. Il  participe au retrait des demandes d'agrément des marques « santé », Activia et  Actimel, ainsi que des allégations santé, craignant un refus de l'EFSA qui aurait constitué une forte contre-publicité pour le groupe. Numéro deux  du groupe, il défend une stratégie de croissance contre le Directeur financier Emmanuel Faber, qui privilégie une politique sociale.
À compter du 1er octobre 2014, à l’occasion du changement de gouvernance, Bernard Hours cesse ses fonctions de directeur général délégué de Danone au profit de Emmanuel Faber, sur décision du conseil d’administration.

### Autres activités
Bernard Hours est membre du Conseil d’administration d’Essilor, en tant qu’administrateur indépendant mais aussi de la holding d'investissement Verlinvest et de sa participation Vita Coco. Il est également membre du Conseil de surveillance de Somfy.

## Vie privée
Bernard Hours est marié et père de trois enfants. Il est par ailleurs un grand amateur de sport. 
Il parle couramment l’anglais, l’allemand, l’espagnol, le russe et le hongrois, et il est un fervent défenseur de l'Alsace.